# Bayview (Texas)
Bayview es un pueblo ubicado en el condado de Cameron en el estado estadounidense de Texas. En el Censo de 2010 tenía una población de 383 habitantes y una densidad poblacional de 32,02 personas por km².

## Geografía
Bayview se encuentra ubicado en las coordenadas 26°8′5″N 97°23′52″O / 26.13472, -97.39778. Según la Oficina del Censo de los Estados Unidos, Bayview tiene una superficie total de 11.96 km², de la cual 10.07 km² corresponden a tierra firme y (15.81%) 1.89 km² es agua.

## Demografía
Según el censo de 2010, había 383 personas residiendo en Bayview. La densidad de población era de 32,02 hab./km². De los 383 habitantes, Bayview estaba compuesto por el 95.56% blancos, el 0% eran afroamericanos, el 1.31% eran amerindios, el 0.52% eran asiáticos, el 0% eran isleños del Pacífico, el 2.09% eran de otras razas y el 0.52% pertenecían a dos o más razas. Del total de la población el 45.95% eran hispanos o latinos de cualquier raza.